# UNKLE

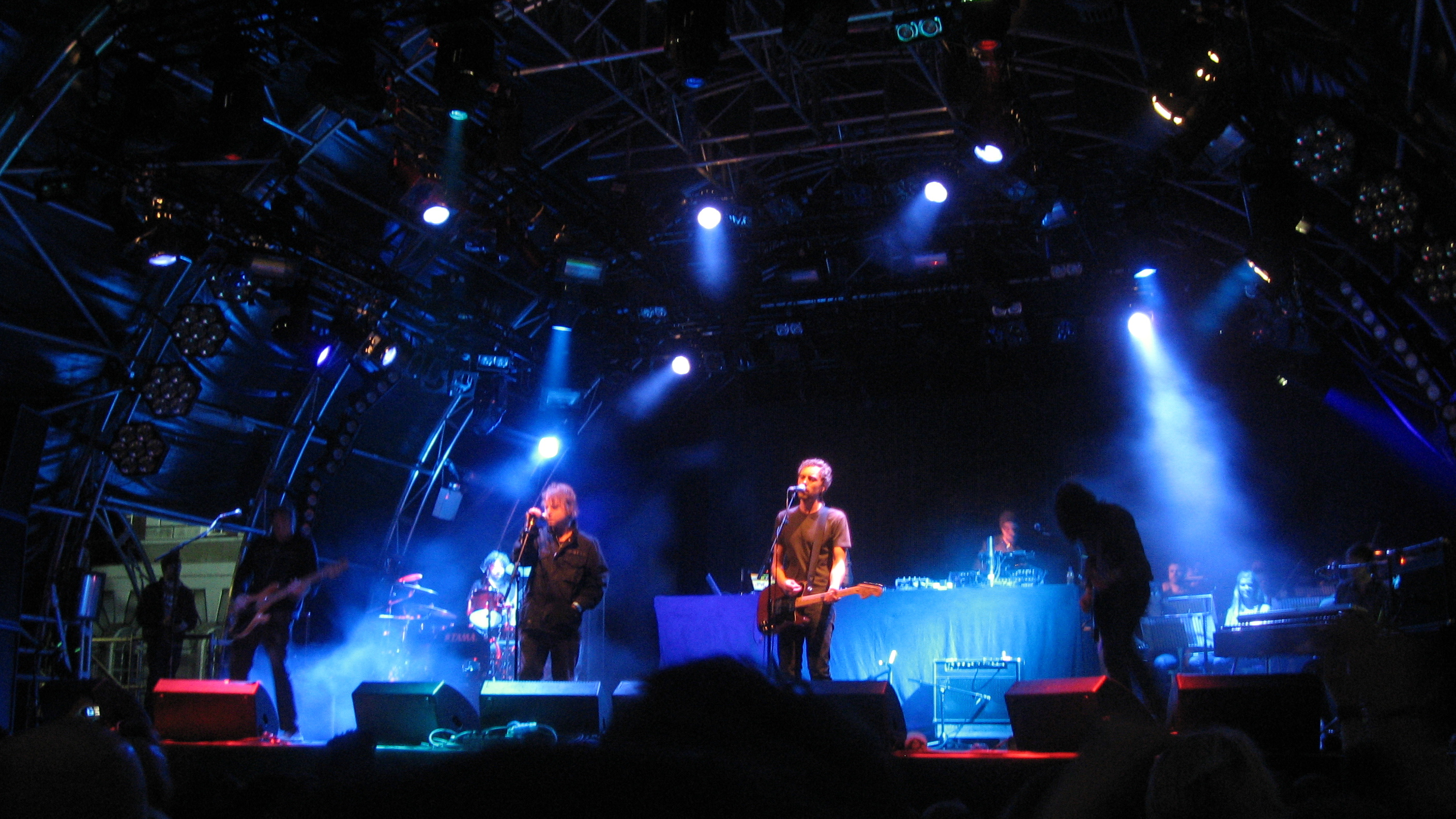
UNKLE en concert, Londres, 2008.

UNKLE est un collectif de trip hop/hip-hop expérimental anglais fondé par James Lavelle et Tim Goldsworthy en 1994. Depuis la création du groupe, de nombreux artistes et producteurs ont pris part au projet. C'est le cas notamment de DJ Shadow, Toshio Nakanishi ou encore Tim Goldsworthy.

## Biographie

### Première ère (1994-1996)
James Lavelle, fondateur du label Mo'Wax, est à l'origine du collectif UNKLE. Entre 1994 et 1997, il réunit Tim Goldsworthy, Masayuki Kudo ainsi que Toshio Nakanishi pour produire une série de maxis. De nombreux DJs tels que Geoff Barrow ainsi que Portishead sont conviés au projet.

### Deuxième ère (1997-1999)
En 1997, DJ Shadow prend part au projet à l'occasion de la sortie du premier album de UNKLE. James Lavelle et DJ Shadow sortent l'album « Psyence Fiction » en 1998 qui rencontre un succès important. L'opus contient des collaborations de qualité telles que Thom Yorke (Radiohead), Mark Hollis (Talk Talk), Mike D (Beastie Boys), Kool G Rap, Jason Newsted (Metallica), Badly Drawn Boy et Richard Ashcroft.
DJ Shadow quitte le groupe juste après la tournée promotionnelle de l'album « Psyence Fiction » et est remplacé par Scratch Perverts. En 1999, Rich File remixe la chanson « Unreal » en ajoutant des paroles d'Ian Brown. Le morceau sort sous la forme d'un single intitulé « Be There ».

### Troisième ère (2000-2007)
En 2001, Lavelle et File retournent sur le devant de la scène sous le nom Unklesounds, avec un mix créé pour la radio japonaise intitulé Do Android Dream of Electric Beats?.
En 2003, Rich File co-produit, joue et chante sur le second album de Unkle intitulé Never, Never, Land. On y retrouve une fois de plus un grand nombre de collaborateurs tels que : Ian Brown, Josh Homme, Robert Del Naja ou encore Mani.
Lavelle et File continuent de se produire sous le nom de Unklesounds. L'album Edit Music for a Film: Original Motion Picture Soundtrack Reconstruction sort en 2005 et est composé de chansons issues de bandes originales de célèbres films. Sous ce nom, le groupe enregistre un morceau pour le court métrage The Seed, dirigé par Joe Hahn et Ken Mercado.
En septembre 2006, Global Underground sort l'album Self Defence: Never, Never, Land Reconsructed and Bonus Beats, un opus de 4 CDs incluant des remix et des chansons bonus issus des sessions Never, Never, Land.
Le troisième album d'Unkle, intitulé War Stories, sort en 2007. De nombreux artistes collaborent avec le groupe sur ce nouvel opus tels que Josh Homme, Gavin Clark, Robert Del Naja, Ian Astbury, The Duke Spirit, Autolux ou encore Neil Davidge. À la suite de la sortie du single « Hold My Hand », Pablo Clements devient officiellement membre d'Unkle.

### Quatrième ère (2008-présent)
En janvier 2008, Unkle sort un nouvel album intitulé More Stories qui contient des remix et des titres inédits des sessions d'enregistrements de l'album War Stories. Le même mois, Rich File annonce qu'il quitte le groupe pour se concentrer sur We Fell to Earth, son nouveau projet.
En mars de la même année, la galerie "Lazarides" à Londres organise l'exposition War Paint inspirée du troisième album du groupe. Les artistes Robert Del Naja, Warren du Preez, Nick Thornton Jones, Will Bankhead et Ben Drury participent au projet. Unkle commence sa tournée en Grande Bretagne avec Zoot Woman, Sebastian et Mr. Flash du label français Ed Banger Records.
Le concert, qui se divise en 4 actes, est composé de performances live d'anciens membres de UNKLE tels que Badly Drawn Boy, Liela Moss du groupe The Duke Spirit, Gavin Clark and Joel Cadbury de South.
Le quatrième album du groupe qui s'intitule End Titles… Stories from Film sort en juillet 2008. On y retrouve des collaborations avec Chris Goss, Black Mountain, Philip Sheppard, Dave Bateman, Joel Cadbury ou encore James Griffith. L'album est décrit par Lavelle comme « un nouvel album inhabituel, inspirée par des images ». Il peut donc être considéré comme une pièce en liaison entre War Stories et Edit Music for a Film.
Le 14 décembre 2008, UNKLE sort une version digitale de son album End Titles... Redux. L'opus est également en vente sur le site Internet du groupe, mais uniquement tiré à 3 000 exemplaires. Cette nouveauté est composée de sept morceaux réinterprétés issus de l'album End Titles… Stories for Film ainsi que deux chansons inédites : When Once It Was et A Perfect Storm.
À la sortie du single Heavy Drug (Surrender Sounds Mix) en août 2009, UNKLE révèlent qu'ils travaillent déjà sur leur nouvel album studio intitulé When Did the Night Fall qui sort en mai 2010. Cet album contient des collaborations avec des artistes tels que Mark Lanegan, Nick Cave, The Black Angels, Sleepy Sun, Katrina Ford, ELLE J ou encore Gavin Clark.
Le 18 avril 2011, UNKLE se produit aux Reading and Leeds Festivals sous le pseudonyme de UNKLE Sounds.
Le 27 février 2014, le single God of Light est disponible sur iTunes composé de deux chansons issues du jeu God of Light.
Le 15 juillet 2016, UNKLE revient avec un nouveau single Cowboys or Indians en collaboration avec de jeunes artistes comme Elliott Power (en), YSÉE et Mïnk.
Le 18 août 2017, UNKLE sort l'album The Road: Part 1 (en).
Le 23 mars 2019, UNKLE sort l'album The Road: Part II / Lost Highway.

## Style, revendications, esprit
Le collectif UNKLE se veut expérimental et hors des sentiers battus de la musique contemporaine. L'utilisation de samples d'origine très diverses (se croisent par exemple sur le même mix The Beatles, DJ Shadow et DMX) remaniés afin de permettre à l'amateur une écoute fondamentalement divergente des morceaux originaux, le rend éclectique et imprévisible quant à la parution et surtout au contenu de ses albums.
Le respect du droit de copyright ou de propriété intellectuelle reste visiblement quant à lui à l'opposé des idéaux du groupe. Aucune mention légale n'est observable sur la plupart des albums que celui-ci revendique, à l'exception des plus connus et commercialisés ; de façon assez logique, ceux-ci ne sont pas signés et une bonne partie ne se distribuent plus qu'en bootleg ou sur des réseaux pirates.
Le genre général est résolument électronique, mais sans particularisation notoire : s'entremêlent au fil des morceaux des ambiances pouvant se rapprocher de la Trance, du Trip hop ou encore des lyrics résolument hip-hop.
On notera plusieurs références cinématographiques engagées, dont THX 1138 de George Lucas, ou Orange mécanique, de Stanley Kubrick.

## Discographie

### Albums studio
Déclarés comme tels
- Psyence Fiction (1998) (Mo'Wax / A&M)
- Never, Never, Land (2003) (Island / Mo'Wax)
- Edit Music For A Film : Director's Cut (2005) (UNKLESounds) - 2CD
- Self Defense - Never Never Land Reconstructed and Bonus Beats (2006) (Global Underground / Mo'Wax) - 4 CD
- War Stories (2007) (Surrender All)
- More Stories - Selected UNKLE Works (2008) (Surender All - Import : Trafic (Japon) - POD (Australie))
- End Titles... Stories for Film (2008) (Surender All)
- End Titles... Redux (2008) (Surender All)
- Where Did The Night Fall (2010) (Surender All)
- The Road Pt. I (2017)
- The Road Pt. II: Lost Highway (2019)
- Ronin I (2021)
- Ronin II (2023)

### EP et Singles
- Mo'Wax vs. Major Force EMS Orchestra - The Time Has Come EP 1994 (Mo'Wax / A&M) - Split EP
- The Time Has Come EP 1994 (Mo'Wax / A&M) - EP
- Berry Meditation 1997 (Mo'Wax / A&M) - EP
- Trilogy U.N.K.L.E. 1997 (Mo'Wax / Toys Factory) - sortie uniquement au Japon.
  - Ape Shall Never Kill Ape (Vol.1) - EP
  - Rock On (Vol.2) - EP
  - Last Orgy 3 - Spécial Remixes (Vol.3) - EP
- Rabbit In Your Headlights 1998 (Mo'Wax / A&M) - single
- Be There 1999 (Mo'Wax / Island) - single
- Eye For An Eye 2002 (Island / Mo'Wax) - single
- In A State 2002 (Island / Mo'Wax) - single
- Reign 2003 (Global Underground / Mo'Wax) - single
- Self Défense EP 2006 (Global Underground / Mo'Wax) - EP
- A Night's Temper EP [A Prelude to War Stories] 2007 (Surrender All) - EP
- Burn My Shadow 2007 (Surrender All) - single
- Hold My Hand 2007 (Surrender All) - single
- Restless 2008 (Surrender All) - single
- Remix Stories Volume One 2008 (Surrender All) - EP
- Remix Stories Volume Two 2009 (Surrender All) - EP
- Heavy Drug (Surrender Sounds Mix) 2009 (Surrender All) - single digital
- Natural Selection 2010 (Surrender All) - single digital
- Only The Lonely 2011 (Surrender All) - EP

### DJ Mixes en tant que UNKLESounds
Dont l'origine est obscure et pourraient provenir de bootlegs, officiels ou non. Il s'agit de mixs musicaux, prenant essentiellement pour base les titres parus dans les albums précités, mais également d'autres sources très variées, dont il est difficile de se procurer un exemplaire sur le marché. Aucune mention légale n'est observable sur les pochettes de ces albums, à l'exception de la mention "UNKLESOUNDS".
- Do Androids Dream Of Electric Beats (2001) (UNKLESounds) - triple CD promotionnel (500 exemplaires), qui s'est vu distribué en bootleg par CMB.
- Do Androids Dream Of Essential Beats (2002) (UNKLESounds) - double CD promotionnel qui s'est vu distribué en bootleg par CMB sous le titre "Big Brother Is Watching"
- Never Never Land Throw Down (2002) (Fabric) - CD promotionnel réalisé pour une soirée VIP pour la promotion de "Never Never Land". Il s'est vu distribué en bootleg par CMB.sous le nom "Worl War III" qui reprend également un mix d'UNKLE vs The Scratch Perverts datant de la période "Psyence Fiction".
- Where Wild Things Are (2003) (UNKLESounds) - CD promotionnel distribué gracieusement et très peu d'exemplaires lors d'une soirée au Japon
- Edit Music For A Film - After Dark Prologue (2004) (UNKLESounds) - CD promotionnel distribué lors d'une soirée organisée à l'ICA de Londres. Il s'est vu distribué (officiellement ?) accompagné d'un deuxième CD.

### Titres inédits sur compilations et bandes originales de film
- Headz 2a - Compilation (1996) (Mo'Wax / A&M) : Garage Piano
- Sexy Beast - B.O.F. (2000) : 6 titres avec la participation du groupe South
- Goal! - B.O.F. (2005) : Leap Of Faith
- The X-Files : I Want To Believe - B.O.F. (2008) : Mark Snow: X-Files (UNKLE 'Variation On A Theme' Surrender Sounds Session #10)
- Wanted : Weapons of Fate - musique du jeu vidéo (2009) : Danny Elfman & UNKLE: The Little Things (UNKLE Variation)
- The Beach (the movie) : Lonely Soul - B.O.F. (2000) (composed by Richard Ashcroft, Wil Malone & J. Davis; performed by UNKLE featuring Richard Ashcroft) – 8:53
- Twilight Saga : With you in my head ( FEAT The Black Angels) Soundtrack
- Burn my Shadow Away ( FEAT Ian Astbury) - 'Repo Men' The Repossession Mambo (Original Soundtrack)
- Person Of Interest: When Things Explode(FEAT Ian Astbury)- War Stories